# The New York Times
The New York Times je newyorský deník, založený v roce 1851. Od té doby získal 132 Pulitzerových cen, víc než kterékoliv jiné noviny. V současnosti zaměstnává na 350 novinářů a početný další personál. Od roku 2007 má hlavní sídlo v New York Times Tower. Jsou to největší metropolitní noviny ve Spojených státech. Mají přezdívku „Gray Lady“ – podle svého neobvyklého vzhledu a stylu. Vlastní je firma The New York Times Company, která vydává 18 dalších novin, včetně International Herald Tribune a The Boston Globe. Předsedou společnosti je od roku 2017 A. G. Sulzberger, jehož rodina má tyto noviny pod kontrolou od roku 1896, a to od druhé generace po přeslici.
Motto, které je vytištěno v levém horním rohu na přední straně: „All the News That's Fit to Print“. Noviny jsou organizovány do sekcí: News (novinky), Opinions (názory), Business (podnikání), Arts (umění), Science (věda), Sports (sport), Style (styl), a Features (reportáže). Times zůstal s osmisloupcovým formátem několik let poté, co většina novin přešla na šest sloupců a byly to jedny z posledních novin, které přijaly barevné fotografie. Webová stránka New York Times byla v prosinci 2008 nejpopulárnějšími americkými on-line novinami, za uvedený měsíc měla více než 18 milionů návštěvníků.

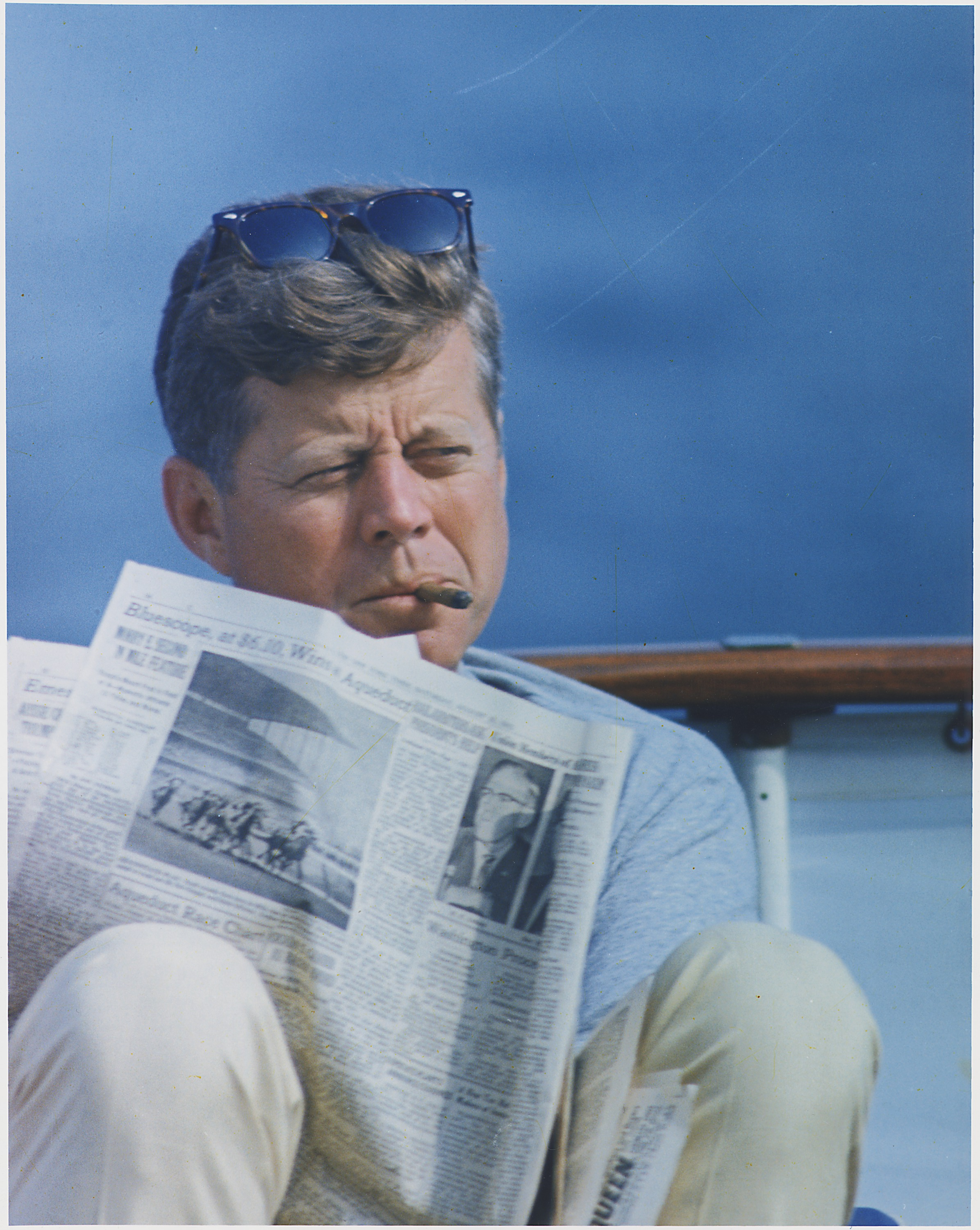
Prezident JFK s The New York Times

## Historie
Deník New York Times byl založen 18. září 1851 kanadským novinářem a politikem Henrym Jarvis Raymondem, druhým předsedou republikánského národního výboru a bývalým bankéřem Georgem Jonesem jako New-York Daily Times. Byly prodávány za cenu jednoho centu za výtisk, zahajovací vydání se pokusilo řešit různé spekulace o jeho záměrech a postojích, které předcházely jeho vydání.
List změnil svůj název na The New York Times v roce 1857. Noviny byly původně vydávány každý den až na neděli, ale 21. dubna 1861 vzhledem k poptávce po denním zpravodajství z občanské války, Times, spolu s dalšími významnými deníky začal vydávat nedělní vydání.